# Fotballklubben Haugesund 2016
Questa voce raccoglie le informazioni riguardanti il Fotballklubben Haugesund nelle competizioni ufficiali della stagione 2016.

## Stagione
Il 22 settembre 2015, l'Haugesund ha reso noto che Mark Dempsey sarebbe diventato il nuovo allenatore della squadra per tre stagioni, a partire dal 1º gennaio 2016, a seguito dell'abbandono della guida tecnica da parte di Grindhaug. L'11 dicembre 2015 è stato ufficializzato il calendario per il campionato 2016, con l'Haugesund che avrebbe cominciato la stagione nel fine settimana dell'11-13 marzo 2016, andando a far visita al Sarpsborg 08 al Sarpsborg Stadion. Il 24 febbraio 2016, William Troost-Ekong è stato scelto come nuovo capitano dell'Haugesund.
Il 1º aprile è stato sorteggiato il primo turno del Norgesmesterskapet 2016: l'Haugesund avrebbe così fatto visita allo Stord. Al secondo turno, la squadra è stata sorteggiata contro il Varegg. Al turno successivo, l'Haugesund avrebbe fatto visita all'Åsane. La squadra ha salutato la competizione al quarto turno, con l'eliminazione per mano del Bodø/Glimt.
Il 14 luglio 2016, Mark Dempsey ha rassegnato le proprie dimissioni da allenatore dell'Haugesund. Il suo assistente, Andrea Loberto, avrebbe quindi guidato la squadra nell'imminente sfida di campionato contro il Viking. Il 12 agosto, l'Haugesund ha reso noto che Eirik Horneland sarebbe diventato il nuovo allenatore della squadra a partire dal 15 ottobre successivo: fino a quella data, Loberto avrebbe continuato a ricoprire l'incarico di tecnico. Il 15 ottobre, Horneland si è effettivamente insediato come nuovo allenatore.
L'Haugesund ha chiuso la stagione al 4º posto finale. In virtù del contemporaneo successo del Rosenborg nel Norgesmesterskapet, già qualificato per la Champions League, l'Haugesund ha potuto accedere all'Europa League 2017-2018.

## Maglie e sponsor
Lo sponsor tecnico per la stagione 2016 è stato Macron, mentre lo sponsor ufficiale è stato Sparebanken Vest. La divisa casalinga era completamente bianca, con inserti blu. Quella da trasferta era invece blu, con inserti bianchi.
| Casa | Trasferta |

## Rosa
| N. |                       | Ruolo | Calciatore                      |
| -- | --------------------- | ----- | ------------------------------- |
| 1  | Norvegia (bandiera)   | P     | Per Kristian Bråtveit           |
| 3  | Svezia (bandiera)     | D     | David Myrestam                  |
| 4  | Serbia (bandiera)     | D     | Nemanja Tubić                   |
| 5  | Nigeria (bandiera)    | D     | William Troost-Ekong (capitano) |
| 6  | Slovacchia (bandiera) | C     | Filip Kiss                      |
| 7  | Norvegia (bandiera)   | C     | Liban Abdi                      |
| 8  | Norvegia (bandiera)   | C     | Sondre Tronstad                 |
| 10 | Norvegia (bandiera)   | C     | Roy Miljeteig                   |
| 11 | Norvegia (bandiera)   | C     | Tor Arne Andreassen             |
| 12 | Norvegia (bandiera)   | P     | Helge Sandvik                   |
| 13 | Norvegia (bandiera)   | C     | Eirik Mæland                    |
| 14 | Norvegia (bandiera)   | A     | Torbjørn Agdestein              |
| 15 | Nigeria (bandiera)    | D     | Izuchuckwu Anthony              |
| 16 | Ghana (bandiera)      | C     | Derrick Mensah                  |
| 17 | Nigeria (bandiera)    | A     | Shuaibu Ibrahim                 |

| N. |                                 | Ruolo | Calciatore             |
| -- | ------------------------------- | ----- | ---------------------- |
| 18 | Norvegia (bandiera)             | D     | Vegard Skjerve         |
| 19 | Norvegia (bandiera)             | D     | Kristoffer Haraldseid  |
| 20 | Ghana (bandiera)                | A     | Kwame Karikari         |
| 21 | Norvegia (bandiera)             | A     | Erling Myklebust       |
| 22 | Norvegia (bandiera)             | C     | Alexander Stølås       |
| 23 | Bosnia ed Erzegovina (bandiera) | C     | Haris Hajradinović     |
| 24 | Norvegia (bandiera)             | P     | Herman Fossdal         |
| 26 | Norvegia (bandiera)             | D     | Sverre Bjørkkjær       |
| 28 | Norvegia (bandiera)             | C     | Arent-Emil Hauge       |
| 29 | Norvegia (bandiera)             | C     | Robert Kling           |
| 30 | Norvegia (bandiera)             | C     | Thomas Horneland       |
| 31 | Norvegia (bandiera)             | C     | Kristoffer Gunnarshaug |
| 32 | Norvegia (bandiera)             | D     | Kaj-Stian Apeland      |
| 33 | Norvegia (bandiera)             | D     | Raymond Skjelde        |
| 34 | Norvegia (bandiera)             | A     | Kevin Krygård          |

## Calciomercato

### Sessione invernale(dal 01/01 al 31/03)
| Arrivi           | Arrivi             | Arrivi            | Arrivi        |
| R.               | Nome               | da                | Modalità      |
| ---------------- | ------------------ | ----------------- | ------------- |
| P                | Helge Sandvik      | Vard Haugesund    | definitivo    |
| D                | Izuchuckwu Anthony | Golden Booth      | definitivo    |
| D                | Nemanja Tubić      |                   | svincolato    |
| C                | Haris Hajradinović | Gent              | prestito      |
| C                | Derrick Mensah     | Baník Ostrava     | definitivo    |
| C                | Roy Miljeteig      | Vard Haugesund    | definitivo    |
| C                | Sondre Tronstad    | Huddersfield Town | definitivo    |
| A                | Shuaibu Ibrahim    | Golden Booth      | definitivo    |
| A                | Kwame Karikari     | Halmstad          | definitivo    |
| Altre operazioni |                    |                   |               |
| R.               | Nome               | da                | Modalità      |
| A                | Nikola Komazec     | Pattaya Utd       | fine prestito |
| A                | Roope Riski        | SJK               | fine prestito |

| Partenze | Partenze               | Partenze  | Partenze      |
| R.       | Nome                   | a         | Modalità      |
| -------- | ---------------------- | --------- | ------------- |
| P        | Per Morten Kristiansen |           | svincolato    |
| D        | Martin Bjørnbak        |           | svincolato    |
| D        | Joakim Våge Nilsen     |           | svincolato    |
| C        | Tor André Aasheim      |           | svincolato    |
| C        | Søren Christensen      |           | svincolato    |
| C        | Michael Haukås         |           | svincolato    |
| C        | Mirko Kramarić         |           | svincolato    |
| C        | Sad'eeq Yusuf          | Gent      | fine prestito |
| A        | Adamu Abubakar         |           | svincolato    |
| A        | Simon Diédhiou         | Gent      | definitivo    |
| A        | Christian Gytkjær      | Rosenborg | definitivo    |
| A        | Nikola Komazec         |           | svincolato    |
| A        | Erling Myklebust       | Stord     | prestito      |
| A        | Roope Riski            | SJK       | definitivo    |

### Tra le due sessioni
| Arrivi           | Arrivi           | Arrivi | Arrivi        |
| R.               | Nome             | da     | Modalità      |
| ---------------- | ---------------- | ------ | ------------- |
| C                | Filip Kiss       |        | svincolato    |
| Altre operazioni |                  |        |               |
| R.               | Nome             | da     | Modalità      |
| D                | Dušan Cvetinović | Lens   | fine prestito |

| Partenze         | Partenze         | Partenze     | Partenze      |
| R.               | Nome             | a            | Modalità      |
| ---------------- | ---------------- | ------------ | ------------- |
| D                | Dušan Cvetinović | Lens         | definitivo    |
| Altre operazioni |                  |              |               |
| R.               | Nome             | da           | Modalità      |
| C                | Filip Kiss       | Cardiff City | fine prestito |

### Sessione estiva(dal 21/07 al 17/08)
| Arrivi | Arrivi           | Arrivi | Arrivi        |
| R.     | Nome             | da     | Modalità      |
| ------ | ---------------- | ------ | ------------- |
| C      | Liban Abdi       |        | svincolato    |
| A      | Erling Myklebust | Stord  | fine prestito |

| Partenze | Partenze | Partenze | Partenze |
| R.       | Nome     | a        | Modalità |
| -------- | -------- | -------- | -------- |

### Dopo la sessione estiva
| Arrivi | Arrivi | Arrivi | Arrivi   |
| R.     | Nome   | da     | Modalità |
| ------ | ------ | ------ | -------- |

| Partenze | Partenze       | Partenze          | Partenze   |
| R.       | Nome           | a                 | Modalità   |
| -------- | -------------- | ----------------- | ---------- |
| A        | Derrick Mensah | Karviná           | prestito   |
| A        | Kwame Karikari | Stal' Kam"jans'ke | definitivo |

## Risultati

### Eliteserien

#### Girone di andata
| Arbitro: | Lundby (Bøverbru) |

|  |           |              |
|  | Marcatori | 82’ Karikari |

| Arbitro: | Døvle (Larvik) |

|                                           |           |  |
| Troost-Ekong 9’ Tronstad 38’ Karikari 90’ | Marcatori |  |

| Arbitro: | Johnsen (Tønsberg) |

|                                |           |  |
| Adjei-Boateng 33’ Ovenstad 68’ | Marcatori |  |

| Arbitro: | Hansen (Feda) |

|          |           |  |
| Otoo 33’ | Marcatori |  |

| Arbitro: | Hobber Nilsen (Oslo) |

|                          |           |                              |
| Mæland 10’ Agdestein 52’ | Marcatori | 34’ Kind Mikalsen 80’ Friday |

| Arbitro: | Kjensli (Oslo) |

|                                 |           |                                               |
| Olsen 19’ Azemi 45’, 59’ (rig.) | Marcatori | 12’, 21’ Agdestein 77’ (rig.) Kiss 90’ Stølås |

| Arbitro: | Skjerven (Kaupanger) |

|                                     |           |           |
| Miljeteig 40’ Tronstad 51’ Kiss 75’ | Marcatori | 72’ Kassi |

| Arbitro: | Hansen (Feda) |

|                                  |           |                    |
| Bringaker 35’ Abdullahi 71’, 73’ | Marcatori | 14’, 87’ Agdestein |

| Arbitro: | Lundby (Bøverbru) |

|                                     |           |                                       |
| Andreassen 77’ Kiss 85’ (rig.), 89’ | Marcatori | 21’ Hestad 48’ Strand 76’ Gulbrandsen |

| Arbitro: | Steen (Bergen) |

|                                    |           |                |
| Agdestein 9’ Hajradinović 27’, 31’ | Marcatori | 21’ Semb Berge |

| Arbitro: | Johnsen (Tønsberg) |

|  |           |             |
|  | Marcatori | 18’ Ibrahim |

| Arbitro: | Kjensli (Oslo) |

|             |           |               |
| Ibrahim 16’ | Marcatori | 31’ Konradsen |

| Arbitro: | Edvartsen (Hamar) |

|                  |           |  |
| Lie Skålevik 50’ | Marcatori |  |

| Arbitro: | Hobber Nilsen (Oslo) |

|                           |           |               |
| Skjerve 49’ Miljeteig 67’ | Marcatori | 15’ Rasmussen |

| Arbitro: | Kjensli (Oslo) |

|                                |           |                             |
| Ingebrigtsen 44’ Gundersen 83’ | Marcatori | 22’ Miljeteig 71’ Agdestein |

#### Girone di ritorno
| Arbitro: | Hansen (Feda) |

|                                        |           |            |
| Agdestein 16’ Stølås 70’, 76’ Abdi 86’ | Marcatori | 12’ Haukås |

| Arbitro: | Lundby (Bøverbru) |

|                                                                      |           |  |
| Gytkjær 17’ Stølås 48’ (aut.) Vilhjálmsson 52’, 59’ Bakenga 76’, 89’ | Marcatori |  |

| Arbitro: | Hagen (Grue) |

|  |           |           |
|  | Marcatori | 55’ Sveen |

| Arbitro: | Steen (Bergen) |

|  |           |               |
|  | Marcatori | 30’ Agdestein |

| Arbitro: | Kjensli (Oslo) |

|                           |           |               |
| Stølås 14’ Haraldseid 89’ | Marcatori | 82’ Gundersen |

| Arbitro: | Hagen (Grue) |

|               |           |              |
| G. Martin 90’ | Marcatori | 40’ Myrestam |

| Arbitro: | Døvle (Larvik) |

|                                                  |           |                             |
| Hajradinović 36’ Troost-Ekong 45’ Haraldseid 81’ | Marcatori | 28’ Barmen 30’ Lie Skålevik |

| Molde 11 settembre 2016, ore 20:00 23ª giornata | Molde         | 0 – 0 referto | Haugesund | Aker Stadion\| Arbitro: \| Hansen (Feda) \| |
| Arbitro:                                        | Hansen (Feda) |               |           |                                             |

| Arbitro: | Skjerven (Kaupanger) |

|            |           |           |
| Stølås 31’ | Marcatori | 75’ Zahid |

| Arbitro: | Kjensli (Oslo) |

|               |           |  |
| Sigurdsen 83’ | Marcatori |  |

| Arbitro: | Eskås (Oslo) |

|                 |           |              |
| Kiss 75’ (rig.) | Marcatori | 64’ Ernemann |

| Arbitro: | Hafsås (Trondheim) |

|                                  |           |             |
| Occéan 31’ Nordkvelle 35’ (rig.) | Marcatori | 77’ Skjerve |

| Arbitro: | Hobber Nilsen (Oslo) |

|                           |           |               |
| Troost-Ekong 35’ Kiss 56’ | Marcatori | 45’ Halvorsen |

| Arbitro: | Lundby (Bøverbru) |

|                                            |           |                                            |
| Abdellaoue 28’ (rig.), 57’ Orry Larsen 72’ | Marcatori | 21’ Agdestein 30’ Skjerve 78’ Hajradinović |

| Arbitro: | Steen (Bergen) |

|          |           |                 |
| Abdi 26’ | Marcatori | 30’ (aut.) Kiss |

### Norgesmesterskapet
| Arbitro: | Sinnes |

|          |           |                                                                                             |
| Grov 32’ | Marcatori | 10’ Kiss 38’ Troost-Ekong 59’ Mensah 73’, 83’ Ibrahim 77’, 88’ Karikari 87’ (aut.) Granheim |

| Arbitro: | Bjerk Hansen |

|                                       |           |                                                  |
| Valsvik 10’ (rig.) Löwer Anfinsen 54’ | Marcatori | 44’ Ibrahim 45’ Andreassen 75’ Karikari 89’ Kiss |

| Arbitro: | Hobber Nilsen (Oslo) |

|            |           |                                                 |
| Herrem 20’ | Marcatori | 25’ (rig.) Kiss 29’, 49’ Karikari 42’ Agdestein |

| Arbitro: | Hobber Nilsen (Oslo) |

|                                                                 |                      |                                                                      |
| Normann 48’ Azemi 84’ Furebotn 101’                             | Marcatori            | 81’, 99’ Mæland 88’ Agdestein                                        |
| Babenko Jevtović Bjørnbak Saltnes Olsen Hauge Furebotn Jacobsen | Tiri di rigore 7 – 6 | Kiss Agdestein Mæland Tronstad Hajradinović Stølås Skjerve Bjørkkjær |

## Statistiche

### Statistiche di squadra
| Competizione       | Punti | In casa | In casa | In casa | In casa | In casa | In casa | In trasferta | In trasferta | In trasferta | In trasferta | In trasferta | In trasferta | Totale | Totale | Totale | Totale | Totale | Totale | DR  |
| Competizione       | Punti | G       | V       | N       | P       | Gf      | Gs      | G            | V            | N            | P            | Gf           | Gs           | G      | V      | N      | P      | Gf     | Gs     | DR  |
| ------------------ | ----- | ------- | ------- | ------- | ------- | ------- | ------- | ------------ | ------------ | ------------ | ------------ | ------------ | ------------ | ------ | ------ | ------ | ------ | ------ | ------ | --- |
| Eliteserien        | 46    | 15      | 8       | 6       | 1       | 31      | 18      | 15           | 4            | 4            | 7            | 16           | 25           | 30     | 12     | 10     | 8      | 47     | 43     | +4  |
| Norgesmesterskapet | -     | 0       | 0       | 0       | 0       | 0       | 0       | 4            | 3            | 1            | 0            | 19           | 7            | 4      | 3      | 1      | 0      | 19     | 7      | +12 |
| Totale             | -     | 15      | 8       | 6       | 1       | 31      | 18      | 19           | 7            | 5            | 7            | 35           | 32           | 34     | 15     | 11     | 8      | 66     | 50     | +16 |

### Andamento in campionato
| Giornata  | 1 | 2 | 3 | 4 | 5 | 6 | 7 | 8 | 9 | 10 | 11 | 12 | 13 | 14 | 15 | 16 | 17 | 18 | 19 | 20 | 21 | 22 | 23 | 24 | 25 | 26 | 27 | 28 | 29 | 30 |
| --------- | - | - | - | - | - | - | - | - | - | -- | -- | -- | -- | -- | -- | -- | -- | -- | -- | -- | -- | -- | -- | -- | -- | -- | -- | -- | -- | -- |
| Luogo     | T | C | T | T | C | T | C | T | C | C  | T  | C  | T  | C  | T  | C  | T  | C  | T  | C  | T  | C  | T  | C  | T  | C  | T  | C  | T  | C  |
| Risultato | V | V | P | P | N | V | V | P | N | V  | V  | N  | P  | V  | N  | V  | P  | P  | V  | V  | N  | V  | N  | N  | P  | N  | P  | V  | N  | N  |
| Posizione | 3 | 1 | 4 | 9 | 7 | 5 | 5 | 7 | 7 | 4  | 5  | 5  | 7  | 5  | 6  | 4  | 5  | 6  | 5  | 5  | 4  | 3  | 3  | 4  | 4  | 5  | 5  | 4  | 4  | 4  |

Fonte:  Tippeligaen 2016, su altomfotball.no, Altomfotball.
Legenda:

Luogo: C = Casa; T = Trasferta. Risultato: V = Vittoria; N = Pareggio; P = Sconfitta.

### Statistiche dei giocatori
| Giocatore       | Eliteserien | Eliteserien | Eliteserien | Eliteserien | Norgesmesterskapet | Norgesmesterskapet | Norgesmesterskapet | Norgesmesterskapet | Coppe europee | Coppe europee | Coppe europee | Coppe europee | Altre coppe | Altre coppe | Altre coppe | Altre coppe | Totale   | Totale | Totale      | Totale     |
| Giocatore       | Presenze    | Reti        | Ammonizioni | Espulsioni  | Presenze           | Reti               | Ammonizioni        | Espulsioni         | Presenze      | Reti          | Ammonizioni   | Espulsioni    | Presenze    | Reti        | Ammonizioni | Espulsioni  | Presenze | Reti   | Ammonizioni | Espulsioni |
| --------------- | ----------- | ----------- | ----------- | ----------- | ------------------ | ------------------ | ------------------ | ------------------ | ------------- | ------------- | ------------- | ------------- | ----------- | ----------- | ----------- | ----------- | -------- | ------ | ----------- | ---------- |
| L. Abdi         | 14          | 2           | 2           | 0           | -                  | -                  | -                  | -                  |               |               |               |               |             |             |             |             | 14       | 2      | 2           | 0          |
| T. Agdestein    | 30          | 10          | 1           | 0           | 2                  | 2                  | 0                  | 0                  |               |               |               |               |             |             |             |             | 32       | 12     | 1           | 0          |
| T. Andreassen   | 11          | 1           | 0           | 0           | 2                  | 1                  | 1                  | 0                  |               |               |               |               |             |             |             |             | 13       | 2      | 1           | 0          |
| I. Anthony      | 14          | 0           | 1           | 0           | 4                  | 0                  | 1                  | 0                  |               |               |               |               |             |             |             |             | 18       | 0      | 2           | 0          |
| K. Apeland      | 0           | 0           | 0           | 0           | 0                  | 0                  | 0                  | 0                  |               |               |               |               |             |             |             |             | 0        | 0      | 0           | 0          |
| S. Bjørkkjær    | 2           | 0           | 0           | 0           | 3                  | 0                  | 0                  | 0                  |               |               |               |               |             |             |             |             | 5        | 0      | 0           | 0          |
| P. Bråtveit     | 23          | -35         | 1           | 0           | 1                  | -3                 | 0                  | 0                  |               |               |               |               |             |             |             |             | 24       | -38    | 1           | 0          |
| H. Fossdal      | 0           | -0          | 0           | 0           | 0                  | -0                 | 0                  | 0                  |               |               |               |               |             |             |             |             | 0        | 0      | 0           | 0          |
| K. Gunnarshaug  | 0           | 0           | 0           | 0           | 0                  | 0                  | 0                  | 0                  |               |               |               |               |             |             |             |             | 0        | 0      | 0           | 0          |
| H. Hajradinović | 27          | 4           | 6           | 1           | 4                  | 0                  | 1                  | 0                  |               |               |               |               |             |             |             |             | 31       | 4      | 7           | 1          |
| K. Haraldseid   | 25          | 2           | 2           | 0           | 3                  | 0                  | 0                  | 0                  |               |               |               |               |             |             |             |             | 28       | 2      | 2           | 0          |
| A. Hauge        | 0           | 0           | 0           | 0           | 2                  | 0                  | 0                  | 0                  |               |               |               |               |             |             |             |             | 2        | 0      | 0           | 0          |
| T. Horneland    | 0           | 0           | 0           | 0           | 0                  | 0                  | 0                  | 0                  |               |               |               |               |             |             |             |             | 0        | 0      | 0           | 0          |
| S. Ibrahim      | 17          | 2           | 1           | 0           | 3                  | 3                  | 0                  | 0                  |               |               |               |               |             |             |             |             | 20       | 5      | 1           | 0          |
| K. Karikari     | 13          | 2           | 0           | 0           | 3                  | 5                  | 0                  | 0                  |               |               |               |               |             |             |             |             | 16       | 7      | 0           | 0          |
| F. Kiss         | 27          | 6           | 7           | 1           | 4                  | 3                  | 0                  | 0                  |               |               |               |               |             |             |             |             | 31       | 9      | 7           | 1          |
| R. Kling        | 6           | 0           | 0           | 0           | 2                  | 0                  | 0                  | 0                  |               |               |               |               |             |             |             |             | 8        | 0      | 0           | 0          |
| K. Krygård      | 0           | 0           | 0           | 0           | 0                  | 0                  | 0                  | 0                  |               |               |               |               |             |             |             |             | 0        | 0      | 0           | 0          |
| E. Mæland       | 18          | 1           | 1           | 0           | 1                  | 2                  | 0                  | 0                  |               |               |               |               |             |             |             |             | 19       | 3      | 1           | 0          |
| D. Mensah       | 4           | 0           | 2           | 0           | 2                  | 1                  | 0                  | 0                  |               |               |               |               |             |             |             |             | 6        | 1      | 2           | 0          |
| R. Miljeteig    | 18          | 3           | 1           | 0           | 1                  | 0                  | 0                  | 0                  |               |               |               |               |             |             |             |             | 19       | 3      | 1           | 0          |
| E. Myklebust    | 5           | 0           | 0           | 0           | -                  | -                  | -                  | -                  |               |               |               |               |             |             |             |             | 5        | 0      | 0           | 0          |
| D. Myrestam     | 30          | 1           | 0           | 0           | 2                  | 0                  | 0                  | 0                  |               |               |               |               |             |             |             |             | 32       | 1      | 0           | 0          |
| H. Sandvik      | 7           | -8          | 0           | 0           | 3                  | -4                 | 0                  | 0                  |               |               |               |               |             |             |             |             | 10       | -12    | 0           | 0          |
| R. Skjelde      | 0           | 0           | 0           | 0           | 0                  | 0                  | 0                  | 0                  |               |               |               |               |             |             |             |             | 0        | 0      | 0           | 0          |
| V. Skjerve      | 26          | 3           | 5           | 0           | 3                  | 0                  | 0                  | 0                  |               |               |               |               |             |             |             |             | 29       | 3      | 5           | 0          |
| A. Stølås       | 28          | 5           | 6           | 0           | 3                  | 0                  | 0                  | 0                  |               |               |               |               |             |             |             |             | 31       | 5      | 6           | 0          |
| S. Tronstad     | 23          | 2           | 3           | 0           | 3                  | 0                  | 0                  | 0                  |               |               |               |               |             |             |             |             | 26       | 2      | 3           | 0          |
| W. Troost-Ekong | 24          | 3           | 5           | 0           | 4                  | 1                  | 0                  | 0                  |               |               |               |               |             |             |             |             | 28       | 4      | 5           | 0          |
| N. Tubić        | 12          | 0           | 3           | 1           | 0                  | 0                  | 0                  | 0                  |               |               |               |               |             |             |             |             | 12       | 0      | 3           | 1          |